# Kanellos
Kanellos (en griego: Κανέλλος) (que significa "canela" ) fue un perro callejero que residía en Atenas, Grecia. Los fotógrafos griegos que cubrieron los disturbios del año 2008 empezaron a notar que el perro aparecía en sus negativos; a partir de allí se hizo muy conocido por aparecer en muchas de las fotografías de las protestas, lo que le valió el apodo de "Riot Dog" (perro de los disturbios). No se sabe a ciencia cierta si se trata siempre del mismo perro, ya que hay muchos perros sin hogar en Atenas. Se pueden confundir los perros callejeros ya que usan los mismos collares, azules para los machos y rojos para las hembras, provistos por el gobierno como parte del programa de control poblacional. Kanellos Deligiannis fue un héroe de la independencia de Grecia. Este perro murió en 2008 por causas naturales.
En las protestas callejeras que tuvieron lugar en Atenas en 2010 con motivo de la crisis económica, un nuevo "Riot Dog" atrajo la atención de los medios. Este sucesor de Kanellos es conocido como Loukanikos, y su parecido ha llevado a pensar que se puede tratar de su hijo.